# Nawojowa Góra
Nawojowa Góra es una villa polaca atravesada por el Río Krzeszówka, que cuenta con una población de aproximadamente 1.983 habitantes. Para acceder a ella se puede utilizar la carretera regional DK 79.
- Wikimedia Commons alberga una categoría multimedia sobre Nawojowa Góra.

- Datos: Q3503196
- Multimedia: Nawojowa Góra / Q3503196

1. ↑  Worldpostalcodes.org,código postal n.º 32-065.